# Tabelaryczna forma księgowości
Tabelaryczna forma księgowości (nazywana potocznie „amerykanką”) – forma, technika księgowości. Celem tabelarycznej formy księgowości jest rejestrowanie operacji gospodarczych w sposób chronologiczno-systematyczny w jednym urządzeniu księgowym określanym jako dziennik tabelaryczny lub księga główna.